# Deborah Curtis
Deborah Woodruffe Curtis (1956) is een Brits auteur. Ze is bekend als weduwe van Ian Curtis, zanger van de newwaveband Joy Division.
Ian en Deborah trouwden in 1975 en kregen één dochter, Natalie. Toen hun huwelijk op de klippen dreigde te lopen schreef Ian Curtis het beroemde Love Will Tear Us Apart. 
Deborah schreef in 1996 het boek Touching From a Distance, over het leven van haar man. De naam van dit boek is afkomstig uit het lied Transmission van Joy Division. 

## Verfilming
Het boek werd in 2007 verfilmd. De titel van de film is Control. Anton Corbijn regisseerde de film.
- Bibliothèque nationale de France: cb137711807 (data)
- Catàleg d'autoritats de noms i títols de Catalunya: 981058519296406706
- International Standard Name Identifier: 0000 0000 5514 2314
- Library of Congress Control Number: n99833754
- Nationale Bibliotheek van Tsjechië: xx0157307
- Nederlandse Thesaurus van Auteursnamen: 146045734
- Système universitaire de documentation: 182702065
- Virtual International Authority File: 42649104
- WorldCat: E39PBJyCCfGGFHpkvxgfrRwBfq